# Sychrov (Rosovice)
Sychrov je malá vesnice, část obce Rosovice v okrese Příbram ve Středočeském kraji. Nachází se asi jeden kilometr severovýchodně od Rosovic. Vesnicí protéká Sychrovský potok. Je zde evidováno 24 adres. V roce 2011 zde trvale žilo 69 obyvatel.
Sychrov leží v katastrálním území Rosovice o výměře 25,3 km².

## Historie
První písemná zmínka o vesnici pochází z roku 1414.

## Obyvatelstvo
| Rok            | 1869 | 1880 | 1890 | 1900 | 1910 | 1921 | 1930 | 1950 | 1961 | 1970 | 1980 | 1991 | 2001 | 2011 | 2021 |
| -------------- | ---- | ---- | ---- | ---- | ---- | ---- | ---- | ---- | ---- | ---- | ---- | ---- | ---- | ---- | ---- |
| Počet obyvatel | 99   | 116  | 100  | 119  | 107  | 95   | 103  | 73   | 98   | 81   | 87   | 74   | 67   | 69   | 77   |
| Počet domů     | 17   | 23   | 17   | 17   | 17   | 17   | 18   | 24   | 24   | 18   | 19   | 20   | 19   | 20   | 23   |